# دارتون
دارتون (به انگلیسی: Darton) یک روستا در بریتانیا است که در انگلستان واقع شده‌است. دارتون ۲۱٬۳۴۵ نفر جمعیت دارد.